# Det druckna kvarteret
Det druckna kvarteret är en roman av  Rudolf  Värnlund utgiven 1929.
Den är en uppsluppen skildring av en backanal-liknande fest på Södermalm i Stockholm efter att en vagn fullastad med spritkaggar havererat i ett kvarter på Söder. I centrum för handlingen står den ökände "busen" John Johnson, livsnjutare och kvinnokarl. Romanen anknyter till primitivismen och fick ett nedgörande mottagande av den samtida kritiken.
Det druckna kvarteret utgavs 2015 som e-bok.